# INS Sindhuvijay
L'INS Sindhuvijay (pennant number : S62) est un sous-marin diesel-électrique de classe Sindhughosh de la marine indienne.

## Conception
Le Sindhuvijay a une longueur totale de 72,6 m, une largeur de 9,9 m et un tirant d'eau de 6,5 m. Son déplacement est de 2300 tonnes en surface, 3100 tonnes en immersion. Il a une profondeur de plongée maximale de 300 m. Son équipage est d’environ 68 hommes, dont 7 officiers et 61 marins,.
Le sous-marin a un arbre d'hélice unique, avec une hélice à sept pales. Il est alimenté par deux générateurs diesel, chacun produisant 1300 ch (1000 kW). Il dispose également d’un moteur électrique d’une puissance de 5500 à 6800 ch (4100 à 5100 kW). Il peut atteindre une vitesse maximale de 10 à 12 nœuds (19 à 22 km/h) en surface et de 17 à 25 nœuds (31 à 46 km/h) lorsqu’il est immergé.

## Engagements
L’INS Sindhuvijay a été construit dans un chantier naval de Saint-Pétersbourg et lancé en octobre 1990. Il a rejoint la marine indienne en mars 1991, et il est resté en service jusqu’en 2005.
En juillet 2006, le Comité du Cabinet sur la sécurité a autorisé la mise à niveau de six sous-marins vieillissants de classe Kilo avec les missiles 3M-14 « Club-S », pour un coût de 844,58 millions de roupies. Outre la révision complète des sous-marins, y compris la structure de la coque, la modernisation à mi-vie comprenait également de nouveaux sonars, des systèmes de guerre électronique et un système intégré automatisé de contrôle des armes. Le carénage de l’INS Sindhuvijay a coûté environ 80 millions de dollars, et a duré deux ans. Il s’est effectué en Russie, au chantier naval Zviozdotchka à Severodvinsk près de Saint-Pétersbourg. Le Sindhuvijay est le quatrième sous-marin de la marine indienne à avoir été réaménagé au chantier naval Zvezdochka.
L’INS Sindhuvijay a accosté en Russie le 3 juin 2005 et le carénage a commencé en fin d’année 2005, mais son achèvement a été retardé de six mois par des systèmes de missiles défectueux. En effet, l’INS Sindhuvijay est le cinquième sous-marin de classe Kilo à avoir la capacité de lancer un missile par tube, avec le missile d’attaque terrestre subsonique 3M-14 Club-S (SS-N-27). Ce missile de croisière est conçu pour être lancé à partir d’un tube lance-torpilles de 533 mm ou d’un tube de lancement vertical. Il a une portée de 160 milles marins (environ 220 km) et utilise un radar de recherche actif ARGS-54, un satellite GLONASS et un guidage inertiel. Il emporte une ogive de 400 kg d’explosif. Cependant, les missiles Club-S n’ont pas fonctionné lors de six tirs d’essai consécutifs qui se sont déroulés en septembre-novembre 2007, sur le champ de tir de la mer de Barents. Les missiles n’ont pas réussi à trouver leurs cibles, et l’Inde a refusé d’accepter la livraison de l’INS Sindhuvijay tant que les problèmes n’avaient pas été résolus. Un équipage de 50 hommes avait été envoyé en Russie pour ramener le sous-marin. Il a été rappelé en Inde, car les hauts gradés de la marine indienne ont exigé du chantier naval qu’il rectifie le problème avant de prendre livraison du sous-marin.
La partie de bras de fer entre les deux pays s’est terminée après de nouveaux essais en mer qui ont été menés à bien à la mi-juillet 2008, avec tous les problèmes apparemment résolus. La marine indienne a donc pu récupérer l’INS Sindhuvijay. Le sous-marin est rentré chez lui par ses propres moyens, mettant le cap sur l’Inde en août 2008 pour un voyage d’une durée de trois mois. Il a traversé la mer de Barents et il est arrivé le 11 août 2008 dans le port de Tromsø en Norvège pour une escale de quatre jours (un évènement sans précédent). Au passage en mer Méditerranée, il a aussi fait escale du 18 au 22 septembre 2008 à Grand Harbour à Malte , un spectacle impressionnant pour les Maltais qui n’avaient pas vu un si grand sous-marin revenir dans leur port depuis tant d’années.
L’INS Sindhuvijay fait partie des sous-marins indiens qui ont été victimes d’explosions accidentelles à bord. Un officier du Sindhuvijay a été blessé. Les conséquences ont été bien plus graves sur l’INS Sindhurakshak : en 2010 un marin avait perdu la vie, et en 2013 le navire a fait naufrage alors qu’il se préparait à une patrouille de guerre, avec des torpilles armées et des missiles de croisière, près des côtes du Pakistan.